# 감마 레이
감마 레이(Gamma Ray)는 독일 함부르크 출신 파워 메탈 밴드로 헬로윈 기타리스트이자 보컬, 작곡가인 카이 한센이 결성했다. 감마 레이는 파워 메탈씬에서 가장 영향력있는 밴드 중 하나로 잘 알려져 있다.

## 구성원

### 현재 멤버
- 카이 한센 - 기타 (1988–현재), 보컬 (1994–현재)
- 헨요 리히터 - 기타, 키보드 (1997–현재)
- 덕 슈레쳐 - 베이스 (1997–현재), 기타 (1990–1997)
- 다니엘 짐머만 - 드럼 (1997–현재)

### 이전 멤버

#### 보컬
- 랄프 쉬퍼스 - 보컬 (1989–1994)

#### 베이스
- 우베 베젤 - 베이스 (1988–1993)
- 얀 루바흐 - 베이스 (1993–1997)

#### 드럼
- 마티아스 부차드 - 드럼 (1989–1990)
- 울리 쿠쉬 - 드럼 (1990–1992)
- 토마스 낙 - 드럼 (1993–1997)

## 음반 목록
- Heading for Tomorrow (1990)
- Sigh No More (1991)
- Insanity & Genius (1993)
- Land of the Free (1995)
- Somewhere Out in Space (1997)
- Power Plant (1999)
- No World Order (2001)
- Majestic (2005)
- Land of the Free II (2007)
- To The Metal (2010)

## 커버곡
감마레이는 활동 이래로 많은 밴드들의 곡들을 커버해왔다. 커버곡 목록은 다음과 같다.
- 헬로윈 - 헬로윈의 결성 멤버이자 초기 헬로윈의 많은 곡들을 작곡했던 카이 한센은 탈퇴 후에도 "Ride the Sky", "I Want Out", "Save Us", "Victim of Fate", "Future World"등의 헬로윈 곡들을 라이브에서 많이 공연했다.

- 밴드 홀로코스트의 곡 "Heavy Metal Mania"는 1995년 앨범 'Land of the Free'의 보너스 트랙으로 포함되었으며 라이브에서도 연주되었다.

- 감마 레이는 주다스 프리스트의 곡 "Victim of Change"를 한센의 목소리로, "Exciter"를 랄프의 목소리로 각각 커버했다. 여러 인터뷰에서 한센은 주다스 프리스트가 자신이 가장 좋아하는 밴드 중 하나라고 밝혔다. 또한 랄프 쉬퍼스도 주다스 프리스트의 열렬한 팬이였는데, 그는 감마레이를 탈퇴하고 롭 할포드의 주다스 프리스트 탈퇴 이후 열린 보컬 오디션에 참가했으나 마지막 단계에서 팀 리퍼 오언스에게 밀려 보컬로 뽑히지 못했다.

- 우라이아 힙의 곡 "Look at Yourself"는 랄프의 목소리로 'Heading for Tomorrow' 앨범의 수록곡으로, "Return to Fantasy"는 한센의 목소리로 커버되어 'Somewhere Out in Space'의 2003년 재발매반에 보너스트랙으로 실렸다.

- 펫 샵 보이즈의 대표곡 "It's a Sin"은 199년 음반 'Power Plant'의 수록곡으로 커버되었다.

- 레인보우의 곡 "Long Live Rock 'N' Roll"은 'Power Plant'의 2003년 재발매반에 보너스트랙으로 커버.

- 씬 리지의 곡 "Angel of Death"는 2001년 싱글 "Heaven or Hell"의 수록곡으로 커버되었다. 이 싱글 음반은 일본에서만 발매되었다..

- 벌스 컨트롤의 앨범 'Hoodoo Man'에 실린 곡 "Gamma Ray"는 1993년에 발매된 3집 앨범 'Insanity & Genius'의 수록곡으로 커버되었다.